# Mauritius Ferber

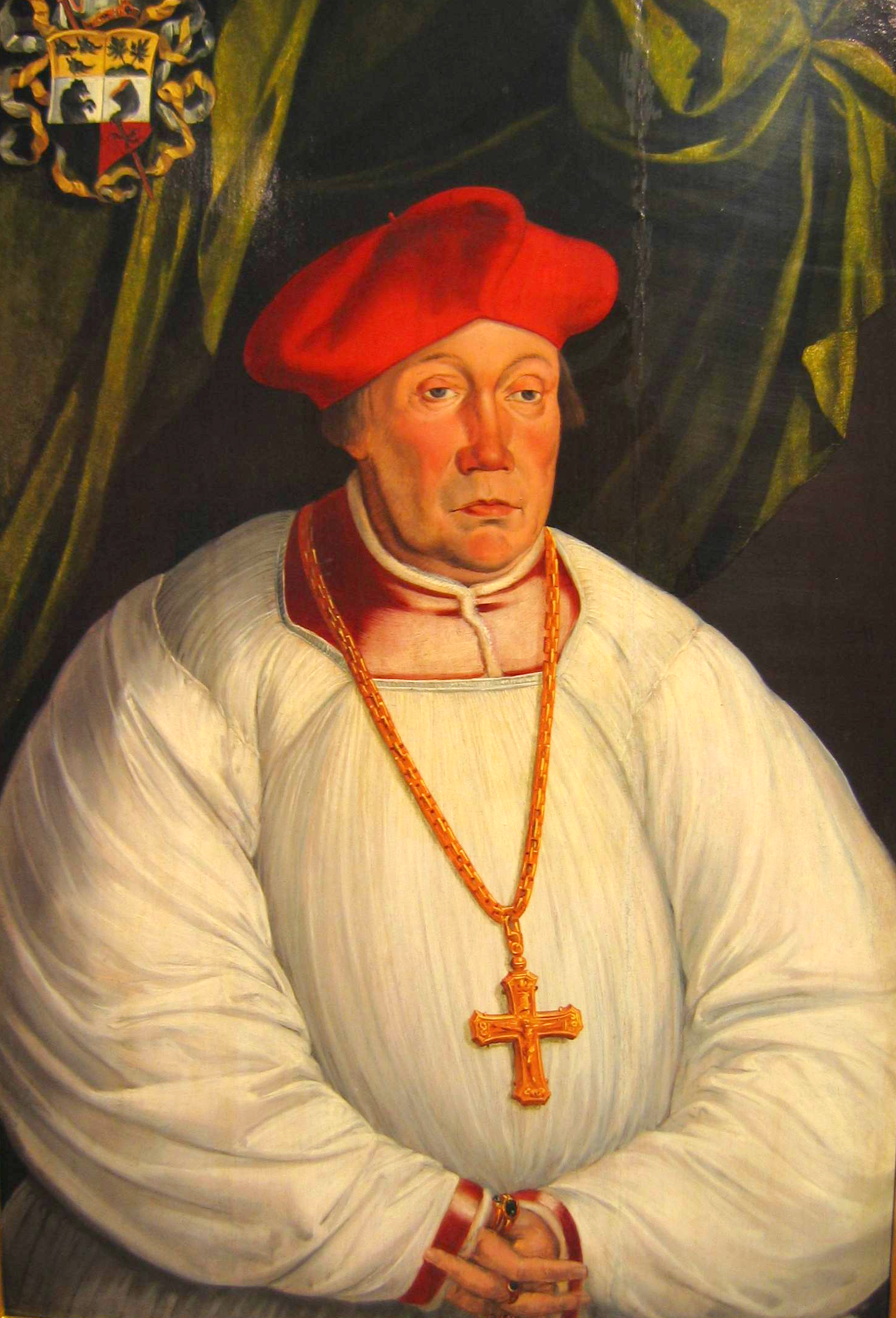
Anton Möller (1568–1611): Bildnis Mauritius Ferber, um 1525–1530

Mauritius Ferber (* 1471 in Danzig; † 1. Juli 1537 in Heilsberg) war katholischer Theologe und Bischof von Ermland, der maßgeblich dazu beitrug, dass das Ermland im Gegensatz zu umliegenden preußischen Gebieten katholisch blieb.

## Leben
Mauritius Ferber stammte aus einer von Westfalen in die Hansestadt Danzig eingezogenen einflussreichen Patrizierfamilie, sein Vater Johann Ferber und Bruder Eberhard Ferber waren Danziger Bürgermeister. Mauritius Ferber absolvierte längere Aufenthalte im Ausland, zunächst in England, dann lange Jahre in Italien. Im heimischen Danzig verursachte er 1498 eine Familienfehde um eine Verlobung mit Anna Pilemann, die sich auf das gesamte Patriziat Danzigs ausweitete und auch den päpstlichen Hof beschäftigte. Im Jahre 1507 vermittelte Eberhard eine Aussöhnung, während Mauritius in den geistlichen Stand übertrat und bald mehrere Pfründen bekam. Er wurde päpstlicher Kämmerer, Notar, Domherr im Ermland, von Lübeck, Reval und Dorpat, Pfarrer von Mühlbanz bei Dirschau, 1512 von St. Petri in Danzig, und 1514 oberster Pfarrherr von Danzig zu St. Marien. Am 3. September 1515 wurde er in Siena zum Doktor beider Rechte promoviert. 
Durch den Sturz seines Bruders Eberhard 1522 musste auch Mauritius Ferber Danzig verlassen. Der König von Polen nominierte ihn im Januar 1523 für das Fürstbistum Ermland, dessen Verwaltung er noch im selben Jahre übernahm. Bei den Friedensverhandlungen in Krakau 1525 verteidigte er seine exempte Diözese gegen Säkularisationswünsche des neuen Herzogs von Preußen und des Königs von Polen. Es gelang ihm, die Diözese nach der Verwaltung seines Vorgängers und der Folgen des letzten Krieges wieder zu Wohlstand zu bringen. Mit Eifer veranlasste er Verordnungen gegen die evangelische Lehre, die außer in Elbing überall die gewünschte Wirkung zeigten. Da er seit 1531 von einem Schlaganfall beeinträchtigt war, wurde ein Coadjutor gesucht, der jedoch erst kurz vor seinem Tode 1537 mit Johannes Dantiscus gefunden wurde.